# Hisayuki Toriumi
Hisayuki Toriumi (鳥海 永行,, Toriumi Hisayuki), était un réalisateur d’anime et animateur japonais né le 9 juillet 1941 et décédé le 9 février 2009.

## Biographie
Hisayuki Toriumi est né le 9 juillet 1941 dans la ville d'Isehara, dans la préfecture de Kanagawa. Après être sorti diplômé en sciences politiques à l'université Chūō, il intègre le tout jeune studio Tatsunoko en février 1966. Il y travaille alors en tant que directeur d'épisode pour la plupart des titres du studio comme Speed Racer (1967-1968) ou encore Hutchy le petit prince orphelin (1970-1971). En 1972, il obtient la possibilité de passer à la réalisation avec Kagaku ninja-tai Gatchaman. C'est un énorme succès au Japon, la série s'exportant massivement vers l'étranger comme en RDA ou en France (sous le nom de Bataille des planètes). La série permet à Toriumi de se hisser au rang des réalisateurs fétiches du studio, au même titre que Hiroshi Sasagawa qui monopolisait jusqu'alors la réalisation de quasi toutes les séries.
Il réalise par la suite de nombreuses série à succès pour Tatsunoko qui connait alors son âge d'or puis finalement quitte le studio en décembre 1978 pour devenir indépendant. Il réalise alors la série The Ultraman en 1979 pour le compte du jeune studio Nihon Sunrise (aujourd'hui le célèbre studio Sunrise).
En mai 1979, il participe à la fondation du studio Pierrot avec notamment des anciens de Tatsunoko comme Yūji Nunokawa, Masami Anno, Motosuke Takahashi et Mamoru Oshii. Il y réalise deux séries : Le Merveilleux Voyage de Nils Holgersson à travers la Suède (1980-1981) et Les Mystérieuses Cités d'or (1982-1983) qui connaissent un fort succès, notamment en France pour la dernière. Par la suite, il supervise la réalisation de plusieurs séries et OAV mais réduit ses activités. Il réalise en 1990 le téléfilm Comme les nuages, comme le vent... avec au chara-design le célèbre Katsuya Kondo puis cesse progressivement ses activités dans l'animation pour se consacrer à l'écriture de nouvelles.
Il meurt le 23 janvier 2009 d'insuffisance cardiaque.

## Travaux
- 1967-1968 : Speed Racer (série télévisée) - Directeur d'épisode
- 1967-1968 : Oraa Guzura Dado (série télévisée) - Directeur d'épisode
- 1968-1969 : Dokachin (série télévisée) - Directeur d'épisode
- 1969 : Judo Boy (série télévisée) - Directeur d'épisode
- 1969-1970 : The Genie Family (série télévisée) - Directeur d'épisode
- 1970-1971 : Hutchy le petit prince orphelin (série télévisée) - Directeur d'épisode
- 1971 : Animentari Ketsudan (série télévisée) - Directeur d'épisode
- 1972-1974 : Kagaku ninja-tai Gatchaman (série télévisée) - Réalisateur
- 1974-1975 : Hurricane Polymar (série télévisée) - Réalisateur
- 1975 : Tekkaman: The Space Knight (série télévisée) - Coréalisateur (avec Hiroshi Sasagawa)
- 1976 : Gowappā 5 Gōdam (série télévisée) - Réalisateur
- 1979-1980 : The Ultraman (série télévisée) - Réalisateur
- 1980-1981 : Le Merveilleux Voyage de Nils Holgersson à travers la Suède (série télévisée) - Réalisateur
- 1981 : Space Warrior Baldios (film) - Réalisateur
- 1982-1983 : Les Mystérieuses Cités d'or (série télévisée) - Réalisateur
- 1983 : Dallos (OAV) - Idée originale, scénario
- 1984-1985 : Sei Jūshi Bismark (série télévisée) - Supervision
- 1985-1986 : Area 88 - Réalisateur
- 1986 : Bari Bari Densetsu (OAV) - Superviseur
- 1987 : Lily C.A.T. (OAV) - Réalisateur
- 1988 : Salamander (OAV) - Réalisateur
- 1989 : Baoh le visiteur (OAV) - Supervision
- 1990 : Comme les nuages, comme le vent... (Téléfilm) - Réalisateur
- 1991 : Michitekuru Toki no Mukō ni (spécial) - Réalisateur
- 1993 : Shima Shima Tora no Shimajirō (Série) - Réalisateur